# いつものように
「いつものように」は、TRIPLANEの通算5枚目のシングル。2006年5月17日にtearbridge recordsから発売。北海道テレビ放送地上デジタル放送開始記念のイメージソングとなった。

## 収録曲
全作詞・作曲：江畑兵衛　全編曲：TRIPLANE・横山裕章
1. いつものように（4:18）[1]
「ユメミル、デジ6HTB」キャンペーンテーマソング
2. monopoly（4:50）[1]
2006年 よみうりテレビ『プロ野球中継』イメージソング